# Acartauchenius insigniceps
Acartauchenius insigniceps är en spindelart som först beskrevs av Simon 1894.  Acartauchenius insigniceps ingår i släktet Acartauchenius och familjen täckvävarspindlar. Inga underarter finns listade i Catalogue of Life.